# Khwazakhela
Khwazakhela ou Khawazakhela (en ourdou : خوازہ خیلہ) est une ville pakistanaise située dans la province de Khyber Pakhtunkhwa. Située dans le centre du district de Swat, la ville se trouve à environ trente kilomètres au nord de Mingora et à seulement six kilomètres de Matta. Elle est bordée par la rivière Swat.
Elle est située sur la route nationale no 95.
La ville est pour la première fois considérée comme une entité urbaine lors du recensement de 2017, lors duquel la population est estimée à 48 027 habitants, ce qui en fait la cinquième plus grande ville du district. Selon le recensement de 2023, la population de la ville monte à 57 113 habitants.
La ville est majoritairement peuplée de Pachtounes, puisque plus de 99 % des habitants en parlent la langue, le pachto.
Essentiellement musulmane, la ville inclut une petite minorité chrétienne, comptant environ 200 fidèles.
Le taux d'alphabétisation de la ville s'élève à 51 % en 2023 (contre une moyenne nationale de 61 % et provinciale de 51 %), dont 62 % pour les hommes et 39 % pour les femmes.